# Revolução de 1946 no Haiti
A Revolução de 1946 foi uma série de manifestações populares no Haiti ocorridas em janeiro de 1946, que culminaram na deposição do presidente mulato Élie Lescot pelo exército. Neste mesmo ano elegeu-se Dumarsais Estimé, o primeiro líder negro do país desde a ocupação estadunidense.

## Antecedentes
Entre 1870 e 1915, o Haiti presenciou uma frágil alternância de poder entre elites negras e mulatas, que se organizaram nos partidos Liberal e Nacional. Com a ocupação estadunidense em 1915, no entanto, a minoria mulata se estabeleceu como força política hegemônica no país. Surgiram nesse período dois movimentos políticos de oposição ao domínio mulato, o marxismo e o noirisme.
Em 1941, chegou a presidência o mulato Élie Lescot. O presidente Lescot governou o Haiti sob lei marcial, com a justificativa da declaração de guerra do país contra o Eixo. Assim com amplos poderes, ele censurou a impressa e reprimiu seus oponentes.

## Eventos
Em janeiro de 1946, o regime de Lescot ordenou o fechamento do jornal marxista La Ruche e a prisão de seus editores. Está ação precipitou que os jovens haitianos a se rebelarem contra o governo. Em 7 de janeiro teve início manifestações atualmente conhecidas como Cinq Glorieuses (os cinco dias gloriosos), um movimento de greves estudantis e protestos populares que duraram cinco dias. O movimento foi constituído por estudantes, trabalhadores, marxistas e noiristes. Houve choques entre as forças leais a Lescot e os manifestante, porém a garde haitiana, predominante negra e alienada pelo regime mulatista, aderiu ao movimento popular. Em 11 de janeiro, o presidente Élie Lescot é cercado e sofre um golpe militar, ao qual é preso e posteriormente exilado. Assumiria no poder o Comitê Executivo Militar, uma junta de governo formada pelo coronel Franck Lavaud, o major Paul Magloire e o major Antoine Levelt. A junta se comprometeu a realizar eleições, as quais ocorreram em agosto e elegeram o político negro Dumarsais Estimé.